# Fondation Hugot du Collège de France
 (juin 2024).
 (janvier 2020).
 (janvier 2020).
La Fondation Hugot du Collège de France est une fondation qui a pour objectif premier de soutenir financièrement les activités du Collège de France.

## Origine et création
La fondation Hugot du Collège de France a été créée grâce au legs d'une partie de la fortune de deux mécènes, Hélène Hugot et son frère Jean-Pierre, pour soutenir les activités des professeurs du Collège de France. Sur la base des dispositions de leurs testaments, la Fondation Hugot se consacre au développement des activités du Collège de France et à la promotion des rencontres et échanges pluridisciplinaires, autour de tout ce qui touche à l'Homme, à sa culture et à son environnement. 

## Site et bâtiment
Entre le quartier Saint-Germain-des-Prés et les quais de la Seine, la fondation Hugot prend domicile dans un hôtel particulier. Connu sous le nom de « Petit Tambonneau », le siège de la fondation Hugot est l'un des plus anciens hôtels particuliers de la rue de l'Université. Son histoire est intimement liée à celle du luxueux hôtel Tambonneau, détruit en 1844 lors du percement de la rue du Pré-aux-Clercs, que Jean Tambonneau, président de la Chambre des comptes à l'université de Paris, fit édifier à partir des années 1640 sur des plans de Louis Le Vau. Ce dernier se vit confier la tâche d’édifier un second hôtel adjacent, qui deviendra l’actuel 11 rue de l'Université.
Plusieurs propriétaires se succédèrent et le Conseil d’État finit par organiser, en 1948, la vente aux enchères de l’hôtel particulier, qui fut alors acheté par Hélène et Jean-Pierre Hugot. Ces derniers s’occupèrent de sa restauration avant de le léguer au Collège de France. Les travaux réalisés depuis l’inauguration de cette dernière ont permis l’aménagement de six studios destinés à recevoir les invités du Collège, ainsi que d’une grande salle de réunion, de bureaux et de locaux de service. Viendra plus tard la création d’un studio de tournage, afin de partager, mais aussi de garder une trace des enseignements des professeurs du Collège de France.
Le jardin fut imaginé par Jean-Baptiste de La Quintinie, précepteur de Michel-Antoine Tambonneau. Selon Charles Perrault, c’est avec ce dernier que La Quintinie aurait effectué le voyage en Italie qui le persuada d’abandonner la carrière d’avocat à laquelle il se destinait au profit de l’horticulture. C'est dans les jardins de la rue de l’Université qu’il débuta ses premières expériences en matière de botanique avant d’être appelé par Louis XIV à la direction du premier Potager du Roi à Versailles en 1661.

## Actions
Conformément aux souhaits testamentaires de Hélène et Jean-Pierre Hugot, la fondation Hugot du Collège de France a pour mission de favoriser « la rencontre des diverses disciplines qui œuvrent à la connaissance, à la formation et à l’épanouissement de l’homme » en aidant à rapprocher les « meilleurs esprits animés de ce même souci ». Son but est de développer « toutes études, recherches et activités ayant un double caractère à la fois humaniste et pluridisciplinaire » en s’attachant en particulier « à la connaissance et à la mise en valeur du patrimoine tant matériel que spirituel de la France et de l'Humanité » et « en donnant une place spécifique aux richesses historiques, culturelles et naturelles ». Elle s’intéresse notamment aux questions relatives « à la musique et à son rôle dans la culture humaine » ainsi qu’« aux rapports entre l’homme et le milieu environnant ».
Ces buts sont poursuivis à travers les différents projets portés par des professeurs du Collège de France auxquels la fondation apporte un soutien logistique ou financier. Très variés, ceux-ci visent généralement à accompagner l’activité d’enseignement au sein des différentes chaires via l’accueil des conférenciers invités, l’accord de subventions et l’organisation de colloques ouverts ou fermés ; ils peuvent aussi prendre la forme d’événements de grande ampleur comme les colloques de rentrée et les concerts. La chaire de Création artistique, créée en 2005, reçoit par exemple son soutien.
La fondation est également sollicitée pour la mise en œuvre de la politique patrimoniale et des travaux du collège. Elle a ainsi notamment financé la régie audiovisuelle qui permet la diffusion des manifestations et contribué à l’achat d’œuvres comme l’esquisse du tableau de Guillaume Guillon Lethière représentant François Ier décidant de la fondation du Collège royal qui orne aujourd’hui la salle d’assemblée des professeurs. Au fil des années, elle a également affirmé son souci d’œuvrer à la mémoire de l’institution, notamment en produisant des entretiens filmés avec les professeurs ou en assurant la traduction de leurs travaux. Grâce à son aide ont ainsi pu être traduites en russe les œuvres complètes du mathématicien Jean-Pierre Serre, titulaire de la chaire Algèbre et géométrie de 1956 à 1994.
La liste des projets soutenus témoigne de la variété de son champ d’action, qui couvre de nombreuses disciplines, allant du droit international aux études byzantines et à la physique en passant par l’histoire de l’art, la littérature, la chimie, la médecine, les études orientales et l’histoire comparée. Les subventions sont ponctuelles, liées à un projet particulier, et doivent être demandées par un professeur du Collège de France en activité.

## Organisation et direction
Son bureau est composé de Thomas Römer, administrateur actuel et qui occupe la chaire « Milieux bibliques » du Collège de France depuis 2007, de Florence Terrasse, actuelle directrice, de Jean-Noël Robert, secrétaire qui occupe également la chaire « Philologie de la civilisation japonaise » du Collège de France depuis 2011, enfin de Michel Franck, trésorier de la fondation et ancien président de la chambre de commerce et d’industrie de Paris.

### Membresactuels[Quand?]
Le conseil d’administration de la fondation Hugot du Collège de France se réunit au moins deux fois par an. Il est composé de douze ou treize membres, dont sept appartiennent au Collège de France. Son président est l’administrateur du Collège de France, également président de l’assemblée des professeurs.
- Président : Thomas Römer, titulaire de la chaire Milieux bibliques du Collège de France.
- Trésorier : Michel Franck, ancien président de la Chambre de commerce et d’industrie de Paris.
- Secrétaire : Jean-Noël Robert, titulaire de la chaire Philologie de la civilisation japonaise du Collège de France.
- Jean-Pierre Bourguignon, président du Conseil européen de la recherche.
- François-Roger Cazala, conseiller maître à la Cour des comptes.
- Jean Dalibard, titulaire de la chaire « Atomes et rayonnement » du Collège de France.
- Pascaline de Dreuzy, pédiatre, médecin des hôpitaux de Paris, présidente fondatrice de l’Institut autonomie et technologie.
- Alain Fischer, titulaire de la chaire « Médecine expérimentale » du Collège de France.
- Jean-Luc Fournet, titulaire de la chaire « Culture écrite de l’Antiquité tardive et papyrologie byzantine ».
- Nicolas Grimal, secrétaire perpétuel de l'Académie des inscriptions et belles-lettres.
- Jean-Claude Lehmann, membre de l’Académie des technologies.
- Jean-Pierre Richer, préfet honoraire.
- Directrice de la fondation Hugot du Collège de France : Florence Terrasse, directrice des affaires culturelles et des relations extérieures du Collège de France.

## Le studio de tournage Hugot
Conformément à son objectif de transmission de savoir, la fondation Hugot du Collège de France a mis sur pied un studio de tournage. Le Studio Hugot entend poursuivre le travail de la fondation en favorisant les rencontres transdisciplinaires et internationales afin d’encourager la diffusion de la connaissance auprès du plus grand nombre.

## Le Prix Hugot
Le prix Hugot a été créé par le conseil d’administration de la fondation Hugot du Collège de France en décembre 2001. Son objectif est de mettre en valeur la politique d’accueil des jeunes chercheurs du Collège de France en attribuant chaque année deux postes au sein de l’institution, accompagnés d’un prix solennellement remis en novembre lors de la réunion de rentrée de l’Administrateur.

### Lauréats
- 2003-2004 : Ricardo Uribe Vargas
- 2004-2005 : Hee-Jin Han
- 2006-2007 : Wouter Henkelman
- 2007-2008 : Jacques Boutet de Monvel
- 2008-2009 : Igor Dotsenko
- 2009-2010 : Nicolas Roch et Luca d’Ambrosio
- 2010-2011 : Émilie Frenkiel et Matthieu Vernet
- 2011-2012 : Beatrice Lietz et Jernej Mravlje
- 2012-2013 : Yuji Murakami et Abihshek Banerjee
- 2013-2014 : Caroline Devaux et Lauriane Chomaz
- 2014-2015 : Jonathan Zapata et Sandra Zanella
- 2015-2016 : Simon Henry et Jean-Baptiste Guillon
- 2016-2017 : Tanya Yordanova et Adrien Genoudet
- 2019-2020 : Valérie Schram et Mateusz Odziomek
- 2020[3] : Xiaoming Hou et Jules Lavalou
- 2021[3] : Pratik Dabhade et Mathilde Montaubin
- 2022[3] : Pauline Guillemet et Stefan Harmansa
- 2023[3] : Olimpia Cutinelli-Rendina et Sélim Natahi
- 2024[3] : François Ceccaldi et Pegah Pournajafi